# WWE Money in the Bank (2023)
Money in the Bank 2023 war eine Wrestling-Veranstaltung der WWE, die als Pay-per-View auf dem WWE Network und dem Streaming-Portal Peacock ausgestrahlt wurde. Sie fand am 1. Juli 2023 in der The O2 Arena in London, England, Vereinigtes Königreich statt. Es war die 14. Austragung des WWE Money in the Bank seit 2010. Die Veranstaltung fand zum ersten Mal in England statt.

## Hintergrund
Im Vorfeld der Veranstaltung wurden sieben Matches angesetzt. Diese resultierten aus den Storylines, die in den Wochen vor dem Pay-Per-View bei Raw und SmackDown, den wöchentlichen Shows der WWE gezeigt wurden.

## Ergebnisse
| Matchart                                                       |                                 |      |                                                                              | Zeit  |
| -------------------------------------------------------------- | ------------------------------- | ---- | ---------------------------------------------------------------------------- | ----- |
| Men’s Money-in-the-Bank-Ladder-Match                           | Damian Priest                   | bes. | LA Knight, Ricochet, Shinsuke Nakamura, Butch, Santos Escobar und Logan Paul | 22:03 |
| Tag-Team-Match um die Undisputed Women’s Tag Team Championship | Liv Morgan und Raquel Rodriguez | bes. | Ronda Rousey und Shayna Baszler (C)                                          | 9:02  |
| Singles-Match um die WWE Intercontinental Championship         | Gunther (C)                     | bes. | Matt Riddle                                                                  | 7:45  |
| Singles-Match                                                  | Cody Rhodes                     | bes. | Dominik Mysterio                                                             | 8:37  |
| Women’s Money-in-the-Bank-Ladder-Match                         | Iyo Sky                         | bes. | Zelina Vega, Becky Lynch, Zoey Stark, Bayley und Trish Stratus               | 18:02 |
| Singles-Match um die World Heavyweight Championship            | Seth Rollins (C)                | bes. | Finn Bálor                                                                   | 12:30 |
| Tag-Team-Match                                                 | The Usos Jimmy Uso und Jey Uso  | bes. | Roman Reigns und Solo Sikoa                                                  | 32:05 |

| Funktion      | Name            |
| ------------- | --------------- |
| Kommentatoren | Corey Graves    |
| Kommentatoren | Michael Cole    |
| Pre-Show      | Jackie Redmond  |
| Pre-Show      | Peter Rosenberg |
| Pre-Show      | Matt Camp       |
| Ringansager   | Mike Rome       |
| Ringansager   | Samantha Irvin  |

## Besonderheiten
- Drew McIntyre feierte nach WrestleMania 39 seine Rückkehr und konfrontierte Gunther, nachdem dieser seinen Titel verteidigte.
- John Cena kehrte bei dem Pay-Per-View zurück und hielt eine Promo.